# Chris Vermeulen

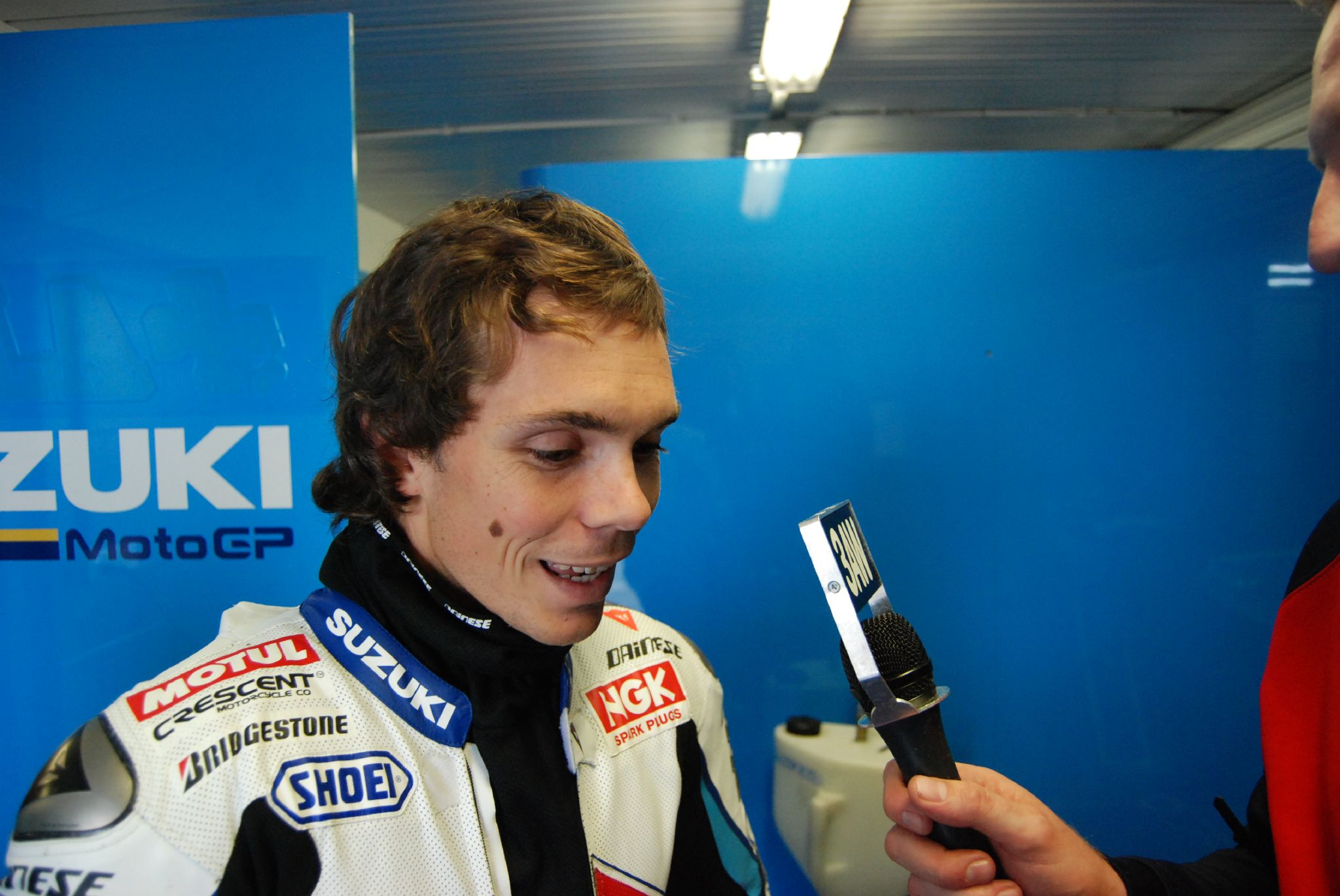
Chris Vermeulen 2007

Chris Vermeulen (* 19. Juni 1982 in Brisbane, Queensland, Australien) ist ein ehemaliger australischer Motorradrennfahrer.
In Andenken an Idol und Förderer Barry Sheene startete er seit der Saison 2008 mit der Startnummer 7.
Vermeulen hat niederländische Vorfahren, was seinen für Australier untypischen Nachnamen erklärt. Sein Markenzeichen ist ein Schlapphut, den er zu jeder Gelegenheit trägt.

## Karriere

### Anfangsjahre
Im Jahr 1999 nahm Chris Vermeulen an der australischen Superbike-Meisterschaft teil, obwohl er zuvor nur wenige professionelle Rennen bestritten hatte. Er erreichte mit seiner Yamaha den achten Gesamtrang und wurde bester Privatfahrer. Sein Mentor in dieser Zeit war Barry Sheene, der mit seinen guten Kontakten alsbald Einsätze in den britischen Supersport- und Superstock-Klassen für ihn arrangierte. Nach erfolgreichen Auftritten in Großbritannien wurde Vermeulen vom Castrol Honda-Team für die Supersport-Weltmeisterschaft verpflichtet. Der anfängliche Erfolg in den letzten Rennen der Saison 2000 setzte sich im Jahre 2001 aber nicht fort, er schaffte nur ein einziges Top-5-Resultat. Trotzdem wechselte der Australier für die Saison 2002 zum niederländischen Ten-Kate-Team, fuhr einige Pole-Positions und Podien ein und belegte am Saisonende den siebten Gesamtrang. Chris Vermeulen wurde daraufhin zum Nummer-1-Fahrer für 2003 und gewann in diesem Jahr überlegen die Weltmeisterschaft.

### Superbike-Weltmeisterschaft
Das Ten Kate-Team fädelte für 2004 einen Vertrag für die Superbike-Weltmeisterschaft mit Chris Vermeulen ein. Er bekam eine Honda Fireblade, das vom Team selbst von einem normalen Straßenmotorrad zu einem Rennmotorrad aufgebaut und weiterentwickelt wurde. Er gewann in diesem Jahr vier Rennen und führte zwischenzeitlich die Gesamtwertung an, am Ende belegte er den vierten Gesamtrang und wurde bester nicht-Ducati-Pilot.
Die Saison 2005 bestritt Chris Vermeulen weiterhin für das Ten Kate-Team. Er belegte den zweiten Gesamtrang und wurde hinter Landsmann und Suzuki-Pilot Troy Corser Vize-Weltmeister.

### MotoGP-Klasse
Sein Debüt in der MotoGP-Klasse der Motorrad-Weltmeisterschaft feierte Chris Vermeulen für das Camel Honda-Team von Sito Pons beim Grand Prix von Australien im Jahr 2005. Er startete als Ersatz für seinen verletzten Landsmann Troy Bayliss und belegte den elften Platz.
Vermeulen wollte seine Karriere daraufhin in der MotoGP-Klasse fortsetzen, Honda wollte ihn jedoch noch ein Jahr in der Superbike-WM fahren lassen und bot ihm nur für diese Klasse einen Vertrag an. Daraufhin entschied er sich 2006 für Suzuki in der MotoGP-Klasse als Teamkollege von John Hopkins anzutreten.

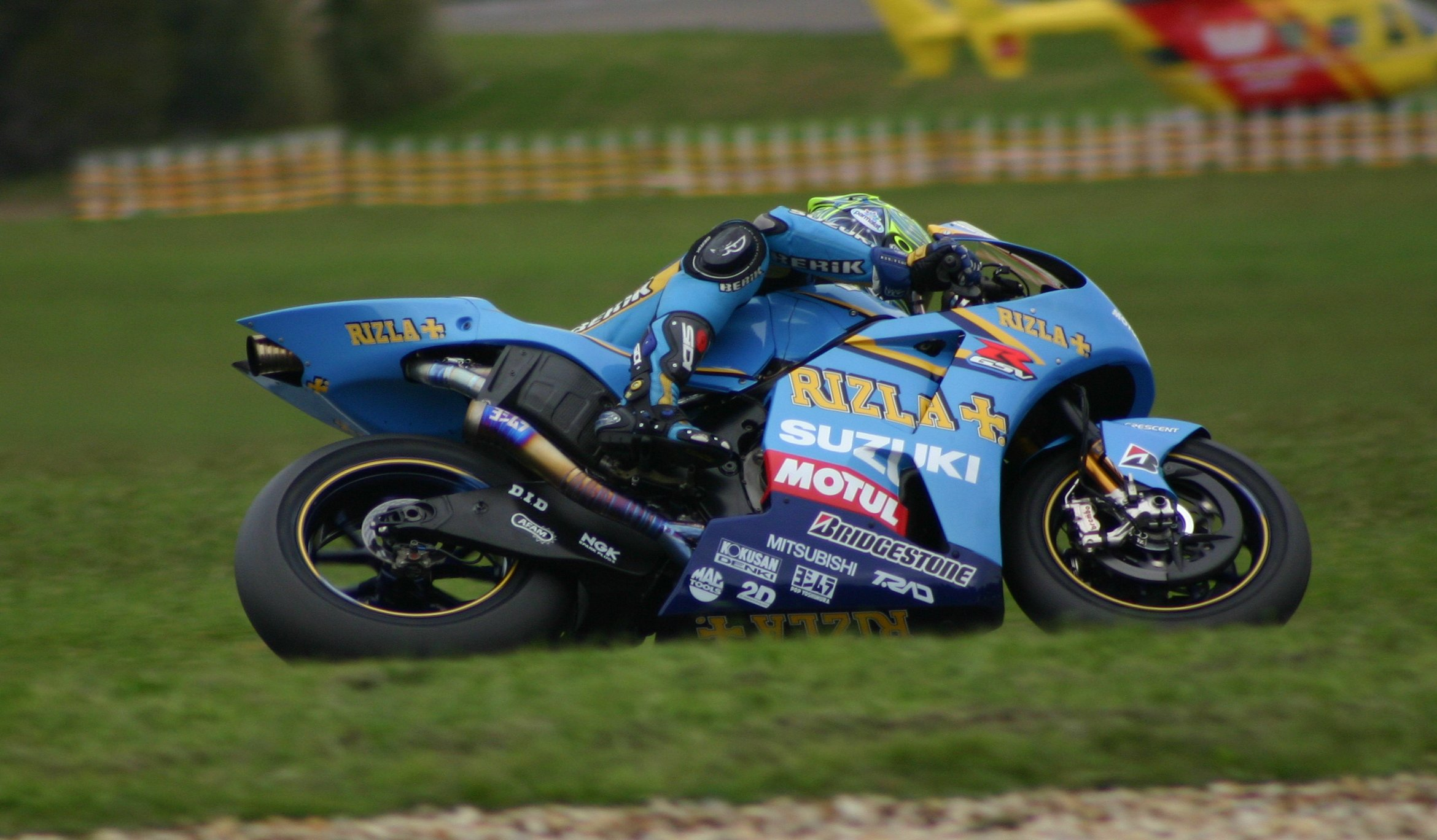
Vermeulen 2006 auf Suzuki

In der Saison 2006 fuhr Vermeulen bereits beim dritten Rennen, dem Grand Prix der Türkei, seine erste Pole-Position ein, auch beim Großen Preis der USA in Laguna Seca startete Vermeulen vom ersten Startplatz und schied später an dritter Stelle liegend mit einem technischen Problem aus. Bei seinem Heimrennen in Philip Island belegte er in einem von wechselnden Wetterverhältnissen geprägten Rennen den zweiten Platz. Am Ende seiner ersten kompletten MotoGP-Saison belegte Chris Vermeulen mit 98 Punkten den elften Gesamtrang.
Auch in der Saison 2007 bildete er zusammen mit John Hopkins das Suzuki-Werksteam. Nach einem turbulenten Regenrennen beim Großen Preis von Frankreich gelang ihm mit deutlichem Vorsprung sein erster Sieg in der MotoGP-Klasse. Im weiteren Saisonverlauf gelangen dem Australier weitere drei Podiumsplatzierungen, er erreichte mit 179 Zählern schließlich den sechsten WM-Gesamtrang.
In der Saison 2008 war der Italiener Loris Capirossi, der von Ducati wechselte, Vermeulens Teamkollege im Suzuki-Werksteam.

## Statistik
- 2000 – Supersport-WM – Castrol Honda, 3 Rennen, 21., 16 Punkte
- 2000 – FIM Superstock 1000 Cup – Sanyo First National, 1 Rennen, 18., 25 Punkte (1 Sieg, 1 Pole-Position, 1 Schnellste Rennrunde)
- 2001 – Supersport-WM – Castrol Honda, 17., 27 Punkte
- 2002 – Supersport-WM – Van Zon Honda T.K.R., 7., 90 Punkte (2 Podien, 2 Pole-Positions, 1 Schnellste Rennrunde)
- 2003 – Supersport-WM – Ten Kate Honda, Weltmeister, 201 Punkte (4 Siege, 8 Podien, 3 Pole-Positions, 2 Schnellste Rennrunden)
- 2004 – Superbike-WM – Ten Kate Honda, 4., 282 Punkte (4 Siege, 9 Podien, 3 Schnellste Rennrunden)
- 2005 – Superbike-WM – Winston Ten Kate Honda, 2., 379 Punkte (6 Siege, 14 Podien, 3 Pole-Positions, 4 Schnellste Rennrunden)
- 2005 – MotoGP – Camel Honda Pons, 2 Rennen, 21., 10 Punkte
- 2006 – MotoGP – Rizla Suzuki MotoGP, 11., 91 Punkte (1 Podium, 2 Pole-Positions)
- 2007 – MotoGP – Rizla Suzuki MotoGP, 6., 179 Punkte (1 Sieg, 4 Podien, 1 Pole-Position, 1 Schnellste Rennrunde)
- 2008 – MotoGP – Rizla Suzuki MotoGP, 8., 128 Punkte (2 Podien)
- 2009 – MotoGP – Rizla Suzuki MotoGP, 12., 106 Punkte
- 2010 – Superbike-WM – Kawasaki WSRT, 20., 10 Punkte
- 2011 – Superbike-WM – Kawasaki Racing Team, 21., 14 Punkte